# Perenpuntkogeltje
Het perenpuntkogeltje (Mycosphaerella pyri) is een schimmel behorend tot de familie Mycosphaerellaceae. Deze biotrofe parasiet komt voor op planten uit de familie Rosaceae. Hij is bekend van afgevallen bladeren van peer (Pyrus).

## Kenmerken
Mycosphaerella pyriveroorzaakt bladvlekken met pycnidia, De schimmel komt ook voor op de vruchten. De conidia zijn hyaliene tot groenig, 2-septaat (vaak onduidelijk te zien) en meten 3-5 x 45-60 µm. De teleomorfe pycnidia komen voor op op verdorde bladeren. Deze hebben 15-23 asci met een afmeting 60-75 x 11-13 µm. De ascosporen meten 26-33 x 3-4 µm.

## Verspreiding
Het komt voor in Afrika (Zuid-Afrika), Azië (China, India, Iran, Nepal, Taiwan), Europa en Noord-Amerika (VS).
In Nederland komt het perenpuntkogeltje uiterst zeldzaam voor.

̽